# Liste de personnalités liées à Saint-Dié-des-Vosges
Liste non exhaustive de personnalités liées à la ville française de Saint-Dié-des-Vosges.

## Personnalités historiques
- Jean Fredel, capitaine de gens d’armes (né vers 1380) ;
- Claude Bausmont ou de Bauzemont, châtelain et cellérier de Saint-Dié (vers 1430-1477). Ce vieux soldat sourd laisse périr sans s’en apercevoir en janvier 1477 Charles le Téméraire qui tente de s’échapper de la bataille de Nancy ;
- Vautrin Lud (1448-1527), chanoine patron de la confrérie saint Sébastien, procureur général des mines de Lorraine et mécène probable d’un éphémère Gymnase vosgien en 1507 ;
- Martin Waldseemüller (1470 - 1520), cartographe souabe mort à Saint-Dié. On lui doit, en collaboration avec Mathias Ringmann, d'avoir inventé l'Amérique en indiquant à l'emplacement de la bande de terres occidentales du Nouveau monde le mot America du nom du navigateur Amerigo Vespucci.
- Jean Ruyr (v.1560-1645), chanoine, chantre puis doyen de l'insigne église de Saint-Dié, poète et historiographe.
- Mère Mechtilde du saint Sacrement, institutrice des bénédictines de l’adoration perpétuelle (née Catherine Barre à Saint-Dié le 31 décembre 1614, morte à Paris le 6 avril 1698) ;
- Jean-Claude Sommier (1661-1737), prélat, diplomate et historien français, Grand-prévôt de Saint-Dié, archevêque de Césarée mort à Saint-Dié ;
- Jean-Jacques Baligand (1697-1762), architecte, ingénieur, a dirigé la reconstruction de la ville après l'incendie destructeur de 1757;
- Joseph-Nicolas Guyot (1728-1816), jurisconsulte né à Saint-Dié ;
- Jacques Delille (1738-1813), poète français a vécu à Saint-Dié sous la Révolution ;
- François Haxo (12 mars 1739, Saint-Dié - 5 février 1810, (Saint-Dié), homme politique.
- Joseph Mengin (1750-1821), homme politique né et décédé à Saint-Dié, maire de Saint-Dié, député des Vosges à l'Assemblée législative.
- Dieudonné Dubois (1759-1804), homme politique. né et mort à Saint-Dié, membre du barreau, député présidant le Conseil des Cinq-Cents en l’an IV, préfet puis membre du Conseil d’État en l’an VIII ;
- Jean-Baptiste Jacques Augustin (1759-1832), peintre miniaturiste né à Saint-Dié ;
- Nicolas Philippe Guye (1773-1845), général et maire en 1829 ;
- Bénédict Morel (1809-1873), aliéniste, théoricien de la dégénérescence, médecin-chef des asiles de Maréville (Nancy) puis de St-Yon (Rouen), a passé une partie de son enfance à Saint-Dié ;
- Charles-Nicolas Gachotte (1810-1876), maire de 1861 à 1865 et de 1870 à 1874 ;
- Jean-Romary Grosjean (1815-1888), musicologue et organiste de la cathédrale ;
- Victor Franck (père) (1822-1879), photographe professionnel spécialiste des portraits né et mort à Saint-Dié, il réalise aussi des vues stéréoscopiques ;
- Henry Bardy (1829-1909), pharmacien, président-fondateur de la Société philomatique vosgienne ;
- Émile Erckmann, écrivain qui résida au château de l’Hermitage entre 1870 et 1880 ;
- Louis Gabriel Prosper Demontzey (1831-1898) ingénieur des Eaux et Forêts, spécialise du reboisement en montagne, né à Saint-Dié, décédé à Aix-en-Provence ;
- Jules Ferry (1832-1893), avocat et homme d’État, né à Saint-Dié, décédé à Paris et inhumé au cimetière de la rive droite à Saint-Dié ; Statue de Jules Ferry.

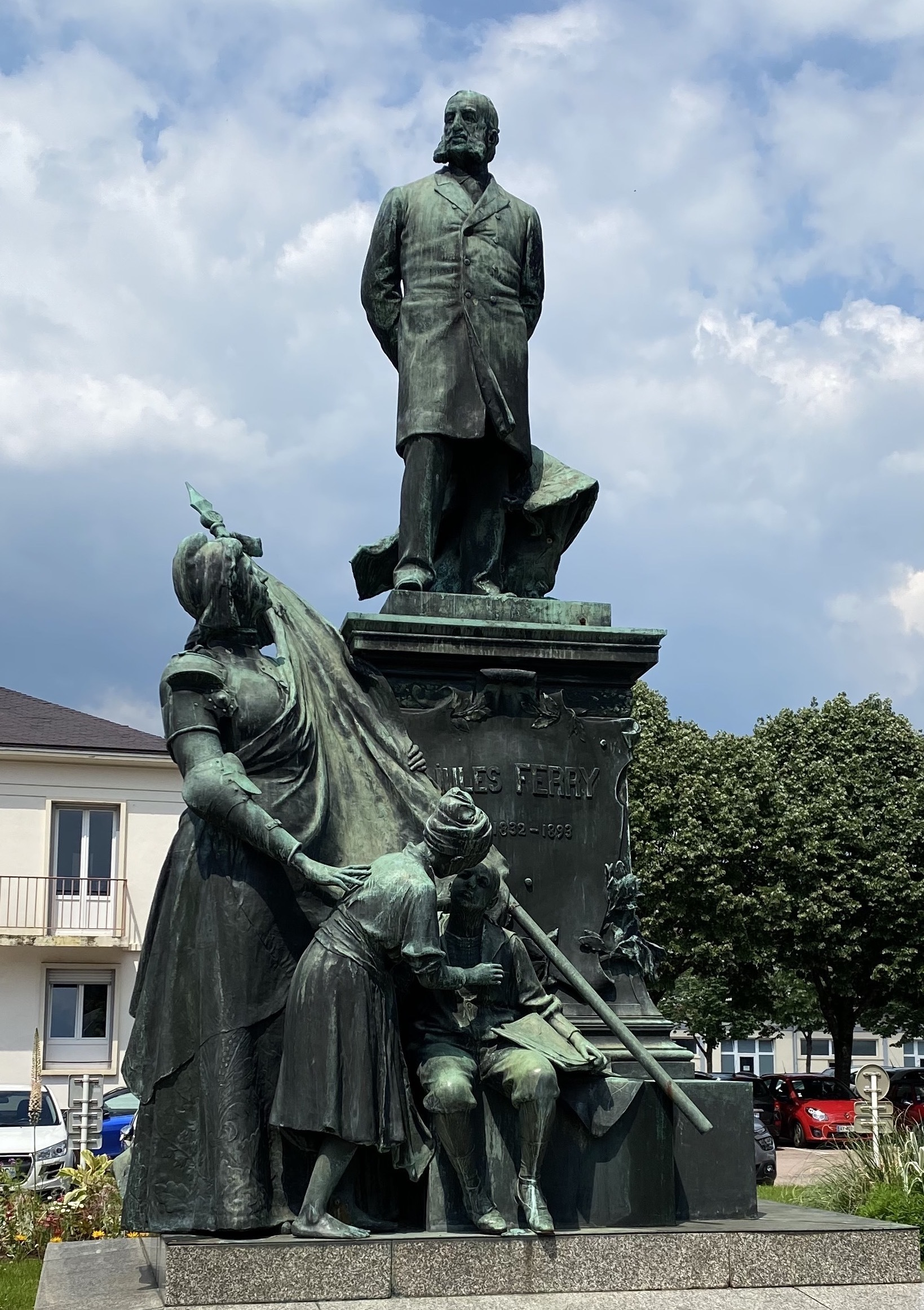
Statue de Jules Ferry.

- Charles Ferry (1834-1909), banquier, préfet et homme politique, frère cadet du président du Conseil Jules Ferry et père du député Abel Ferry.
- Gaston Save (1844-1901), peintre et graveur né à Saint-Dié ;
- Henri Rovel (1849-1926), peintre et météorologue né et mort à Saint-Dié ;
- Paul Descelles (1851-1915), peintre né à Raon-l'Etape ;
- Victor Franck (1852-1907), photographe professionnel né et mort à Saint-Dié, il réalise de nombreux reportages photographiques dans les Vosges.
- Adolphe Weick (1861-1915), photographe professionnel mort à Saint-Dié, illustrateur de nombreuses cartes postales sur le Massif vosgien et ses habitants.
- Henri Schmidt (1874-1954), homme politique né à Saint-Dié, député des Vosges.

## Familles attachées à Saint-Dié auXIXesiècle
- Famille Bazelaire de Lesseux (descendant du premier subdélégué Bazelaire) ;

##### Personnalités contemporaines
- Victor-Charles Antoine (1881-1959), sculpteur et graveur né à Saint-Dié ;
- Fernand Baldensperger (1871-1958), professeur de littérature comparée né à Saint-Dié ;
- Marguerite Baldensperger (1882-1936), éditrice née à Saint-Dié ;
- Lucien Balland (1928-2021), potier, conteur, né et mort à Saint-Dié ;
- Maurice Barlier (1905-1941), résistant français, fusillé le 29 août 1941 au Mont-Valérien ;
- Gabrielle Baron (1895-1986), écrivain, native de Saint-Dié ;
- Georges Baumont, professeur de lettres classiques au collège de Saint-Dié, huitième bibliothécaire de la Ville de Saint-Dié.
- Léonie de Bazelaire (1857-1926), journaliste, voyageuse, peintre ;
- Abderahim Benkajjane, né le 1er juin 1983 à Saint-Dié, footballeur marocain ;
- Maxime Benoît-Jeannin (1946-), écrivain ;
- Jacques Brenner (1922-2001), écrivain et critique né à Saint-Dié ;
- Ferdinand Brunot (1860-1938), grammairien et linguiste né à Saint-Dié ;
- Jean-Marie Cavada (1940-), journaliste et patron de télévision a fait une partie de ses études à Saint-Dié ;
- Julien Chabert (1905-1978), résistant français, Compagnon de la Libération, né à Saint-Dié ;
- Emmanuel Clément-Demange (né en 1970), footballeur français, est né à Saint-Dié-des-Vosg
- Christian Didier (1944-2015), assassin de René Bousquet ;
- Pierre Didier, artiste peintre né en 1929 ;
- Alex Di Rocco, né en 1970, ancien footballeur professionnel de ligue 1 ;
- Sylvain Dufour, snowboardeur né à Saint-Dié en 1982 ;
- Gustave Guétant (1873-1953), dessinateur, sculpteur, mobilisé en 1916 à Saint-Dié. Il croque avec ses crayons la ville et ses environs. En 1954, un an après sa mort, sa veuve lègue au musée de Saint-Dié un lot d'aquarelles et, surtout, une cinquantaine de ses dessins ;
- Yvan Goll, nom de plume d’Isaac Lang (1891-1950), poète et dramaturge de langue allemande, ayant passé quelques années au collège à Saint-Dié où il est né ;
- Maurice Houvion (1934-), perchiste puis entraîneur, né en 1934 ;
- Henri Karcher (1908-1983), homme politique né à Saint-Dié. Officier des Forces françaises libres, il obtient la capitulation du général von Choltitz, gouverneur militaire du « Groß Paris », qu'il arrête à l'hôtel Meurice, rue de Rivoli le 25 août 1944 lors de la libération de Paris ;
- Kalidou Koulibaly, footballeur, né le 20 juin 1991 à Saint-Dié ;
- Michel Kuehn (1923-2012), évêque de Chartres (1978-1991), né à Saint-Dié ;
- Julien Lepers né en 1949, présentateur de Question pour un Champion, a passé une partie de son enfance à Saint-Dié, scolarisé au collège Sainte-Marie ;
- Jean-Baptiste Lescoffier (1875-1947) professeur de lettres, spécialiste des mondes nordiques et animateur des échanges franco-norvégiens, a gardé la maison de son père au Villé, détruite en novembre 1944.
- Laura Miclo, athlète, née le 23 mai 1988 à Saint-Dié ;
- Damien Parmentier, historien, né le 17 janvier 1964 à Saint-Dié ;
- Charles Peccatte (1870-1962) peintre né à Baccarat, conservateur du premier musée municipal en 1924 ;
- Xavier Pentecôte, né le 13 août 1986 à Saint-Dié, est un jeune footballeur professionnel français. Il joue avant-centre. Il évolue au Toulouse Football Club depuis juin 2001 (prêté actuellement en Corse au SC Bastia) ;
- Auguste Pierrot, professeur de chant et de dessin, septième bibliothécaire-archiviste de la Ville de Saint-Dié
- Albert Ronsin (1925-2007), neuvième bibliothécaire municipal, conservateur du second musée, bibliophile et historien du livre ;
- Roger Souchal (1927-2014), député de Meurthe-et-Moselle de 1958 à 1970 ;
- Jean Stoetzel (1910-1987), sociologue, fondateur de l'IFOP ;
- Moussier Tombola, pseudonyme d'Ibrahima M'Bodji, chanteur et humoriste, né le 21 février 1987 à Saint-Dié ;
- Odile Vouaux (1934-2023), nageuse, née le 20 juillet 1934 à Saint-Dié.

## Représentants politiques connus au niveau national
- Maurice Jeandon, ancien député-maire ;
- Christian Pierret, maire jusqu'en 2014, ancien secrétaire d’État et ancien député.